# رولی‌فلکس اس‌ال۳۵
رولی‌فلکس اس‌ال۳۵ (به انگلیسی: Rolleiflex SL35) یک دوربین عکاسی تک‌لنزی بازتابی ۳۵ میلی‌متری ساخت شرکت رولی است.